# Marie Dølvik Markussen
Marie Dølvik Markussen (født 15. februar 1997) er en norsk fodboldspiller, der spiller som angriber for Toppserien-klubben Vålerenga. Hun fik debut for Norges kvindefodboldlandshold i 2015.

## Meritter
VfL Wolfsburg
- Bundesliga: Vinder 2016-17
- DFB-Pokal: Vinder 2016-17